# Tauopatía

Diagrama de un microtúbulo normal y uno afectado por tauopatía

Las tauopatías son una clase de enfermedad neurodegenerativa asociadas con la agregación patológica de proteínas tau en el cerebro humano.
Son síndromes neurodegenerativos familiares causados por mutación en el gen Tau, en el cromosoma 17.
Se manifiesta por una demencia fronto-temporal y parkinsonismo.
La mejor conocida de estas enfermedades es la enfermedad de Alzheimer, en la que la proteína tau se deposita dentro de las neuronas en forma de ovillos neurofibrilares (NFTs por sus siglas en inglés). Fueron descritos por primera vez por el hombre de mismo nombre Alois Alzheimer en uno de sus pacientes que sufría este trastorno. Los ovillos se forman por la hiperfosforilación anormal de tau,una proteína asociada a los microtúbulos, haciendo que se agregue en forma insoluble. Estas agregaciones de proteína tau hiperfosforilada también se conocen como filamentos helicoidales emparejados (PHF por sus siglas en inglés) o "filamentos helicoidales pareados". El mecanismo exacto de la formación de ovillos no está completamente comprendida y aún es controversial en cuanto a si los ovillos son un factor causal principal en la enfermedad o juegan un papel más periférico. La enfermedad de Alzheimer también se clasifica como una amiloidosis debido a la presencia de placas seniles.
El grado de participación de los ovillos neurofibrilares en la enfermedad de Alzheimer se define por etapas Braak. Las etapas Braak I y II se utilizan cuando la participación de los ovillos neurofibrilares se limitan principalmente a la región transentorrinal del cerebro, las etapas III y IV se utilizan cuando también hay participación de las regiones límbicas, tales como el hipocampo, y las etapas V y VI cuando hay una amplia participación neocortical. Esto no debe confundirse con el grado de participación de la placa senil, que avanza de manera diferente.
Otras condiciones en las que los ovillos neurofibrilares se observan comúnmente incluyen:
- Parálisis supranuclear progresiva[5] aunque con filamentos rectos en lugar de tau PHF.
- Demencia pugilística (encefalopatía traumática crónica)[6]
- Demencia frontotemporal y parkinsonismo ligado al cromosoma 17, sin embargo, sin placas de β-amiloide detectables.[7]
- Enfermedad de Lytico-Bodig (complejo Parkinson-demencia de Guam)[8]
- Demencia ovillo-predominante, con NFTs similares a la enfermedad de Alzheimer, pero sin placas. Tiende a aparecer en los muy ancianos.[3][9][10]
- Ganglioglioma y gangliocitoma[11]
- Meningioangiomatosis[12]
- Panencefalitis esclerosante subaguda[13]
- Así como la encefalopatía por plomo, esclerosis tuberosa, Neurodegeneración asociada a pantotenato quinasa y Ceroidolipofuscinosis.[14]

En la enfermedad de Pick y en la degeneración corticobasal, las proteínas tau se depositan en forma de cuerpos de inclusión dentro de las neuronas hinchadas o "infladas".
La enfermedad argirofilia granulosa (AGD por sus siglas en inglés), otro tipo de demencia, se caracteriza por la presencia de abundantes granos argirófilos y de cuerpos en espiral en el examen microscópico del tejido cerebral. Algunos consideran a esta enfermedad ser un tipo de la enfermedad de Alzheimer Puede coexistir con otras tauopatías como la parálisis supranuclear progresiva y la degeneración corticobasal, y también con la enfermedad de Pick.
La enfermedad de Huntington, una enfermedad neurodegenerativa causada por un CAG, triplicó la expansión en el gen de la huntingtina y es la tauopatía más recientemente descrita (Fernández-Nogales y otros Nat Med, 2014). JJ Lucas y sus colaboradores demostraron que en los cerebros HD los niveles de tau se incrementan y que se altera el equilibrio 4R/3R. Además en este estudio, JJ Lucas muestra intranucleares depósitos de tau insolubles. Estas "varillas de Lucas" también fueron encontradas en los cerebros con enfermedad de Alzheimer.
Las tauopatías, especialmente la enfermedad de Alzheimer, a menudo tienen superposición con sinucleinopatías, posiblemente debido a la interacción entre las proteínas sinucleína y tau.
Las tauopatías que no son Alzheimer a veces se agrupan como "complejo de Pick" debido a su asociación con la demencia frontotemporal o degeneración lobular frontotemporal.